# المدرس الملكي هايني
المدرس الملكي هايني ((باليابانية: 王室教師ハイネ)) (بالإنجليزية: The Royal Tutor)‏ هي مانغا يابانية من تأليف هيساغا أكاي. بدأت في مجلة Monthly G Fantasy التابعة لسكوير إنكس في نوفمبر 2013. ولها ثمان مجلدات كان آخرها في مارس 2017. أقتبس العمل إلى أنمي تلفزيوني من قبل ستوديو بريدج، بث في 4 أبريل 2017 لغاية 20 يونيو 2017. كما أعلن عن حصول العمل على مسرحية في سبتمبر 2017. وفي 17 سبتمبر 2018 تم الإعلان عن فيلم قادم بقصة أصلية من أنتاج tear-studio من المقرر عرضه في 16 فبراير 2019.

## روابط خارجية
- المدرس الملكي هايني على موقع ANN manga (الإنجليزية)